# ENUM

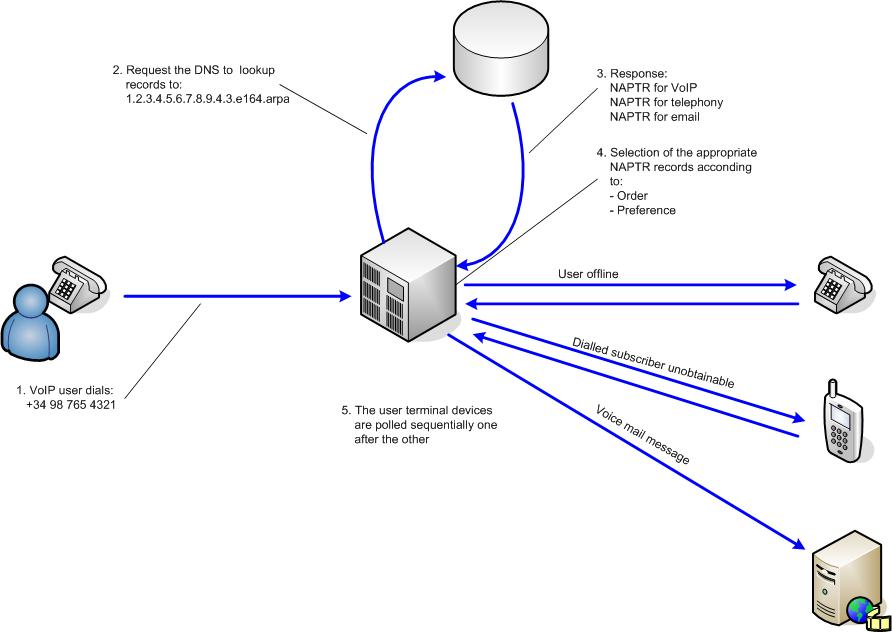
Exemple d'utilisation d'ENUM

ENUM, spécifié dans le RFC 6116 et RFC 6117, est un mécanisme permettant d'utiliser un numéro de téléphone comme clé de recherche dans le DNS pour trouver la manière de joindre une personne ou une autre entité. Les hypothèses de départ sont :
- qu'il existe déjà une infrastructure pour allouer les numéros de téléphone et que des milliards sont déjà attribués,
- que ces numéros sont des clés "naturelles" pour beaucoup de gens.

ENUM s'appuie sur le système DDDS ('Dynamic Delegation Discovery System', RFC 3401) et sur les enregistrements NAPTR du DNS.
Une recherche ENUM par un résolveur ENUM commence par un numéro de téléphone à la norme UIT E.164, comme +33 1 23 45 67 89.
Ce numéro est transformé en nom de domaine en l'inversant (comme on fait pour trouver un nom de domaine à partir d'une adresse IP, ici, cela donnerait 9.8.7.6.5.4.3.2.1.3.3.e164.arpa.
On cherche alors les enregistrements NAPTR pour ce nom de domaine. Si on trouve (ici, avec dig) :
```
 % dig NAPTR 9.8.7.6.5.4.3.2.1.3.3.e164.arpa
     NAPTR 10 100 "u" "E2U+sip" "!^.*$!
sip:bortzmeyer@example.com
!" .
     NAPTR 10 102 "u" "E2U+msg" "!^.*$!mailto
:
stephane@example.org!" .
```

Cela signifie que le titulaire du numéro de téléphone +33 1 23 45 67 89 peut être joint en SIP à bortzmeyer@example.com et par courrier électronique à stephane@example.org.
La racine de ENUM est donc e164.arpa, géré politiquement par l'UIT et techniquement par le RIPE-NCC. On la nomme 'Tier 0' dans ENUM. Les 'Tier 1' sont les organismes nationaux d'attribution des numéros de téléphone et les 'Tier 2' les opérateurs. Ensuite, on peut déléguer comme on veut, comme avec n'importe quel domaine.
1. ↑  (en) Request for comments no 6116
2. ↑  (en) Request for comments no 6117
3. ↑  (en) Request for comments no 3401